# Jeongyeon
Yoo Jeong-yeon (en hangul, 유정연), nascuda l'1 de novembre de 1996, coneguda monònimament com a Jeongyeon (en hangul, 정연) , és una cantant sud-coreana. És membre de Twice, un grup femení sud-coreà format per JYP Entertainment.

## Primers anys de vida
Jeongyeon va néixer com a Yoo Kyung-wan l'1 de novembre de 1996 a Suwon, província de Gyeonggi, Corea del Sud. Té dues germanes grans, una de les quals és l'actriu Gong Seung-yeon. El seu pare era un xef que treballava per a Kim Dae-jung, expresident de Corea del Sud. Jeongyeon va atendre classes d'aeròbic de ben jove i poc després va desenvolupar un interès per cantar i ballar.

## Carrera professional

### Pre-debut
Jeongyeon va suspendre una audició per unir-se a JYP Entertainment quan era una nena, però finalment es va unir a l'agència després de superar una audició el 2010. Va entrenar durant cinc anys abans de debutar amb Twice. El 2014, s'esperava que Jeongyeon formés part d'un nou grup de noies de JYP juntament amb les seves companyes de formació (ara companyes de Twice) Nayeon, Sana i Jihyo; tanmateix, el projecte es va cancel·lar. El 2015, Jeongyeon va participar al programa de televisió Sixteen, un concurs de telerealitat per determinar els membres de Twice. A l'episodi final, va ser escollida com una de les nou membres del grup.

### Debut amb Twice i problemes de salut
L'octubre de 2015, Jeongyeon va debutar oficialment com a membre de Twice amb el llançament del seu primer EP, The Story Begins, i el seu senzill principal "Like Ooh-Ahh". Jeongyeon i la seva germana van copresentar el programa musical sud-coreà Inkigayo del juliol de 2016 al gener de 2017, pel qual ambdues van guanyar el premi a la nova comensal als SBS Entertainment Awards del 2016. Des del debut de Jeongyeon, també ha estat acreditada com a compositora en algunes de les cançons de Twice.  A l'enquesta musical anual de Gallup Korea, Jeongyeon va ser votada entre els 20 ídols més populars de Corea del Sud durant quatre anys consecutius, del 2016 al 2019, juntament amb la seva companya de banda Nayeon.
A Jeongyeon li van diagnosticar una hèrnia discal el 2020 i es va sotmetre a una cirurgia de disc una setmana abans del llançament de More &amp; More. Segons l'exreporter Lee Jin-ho, l'augment de pes posterior de Jeongyeon probablement va ser degut als medicaments esteroides que s'utilitzen habitualment després de la cirurgia de disc. El 17 d'octubre de 2020, JYP Entertainment va anunciar que Jeongyeon faria una pausa a causa de l'ansietat. Va reprendre les activitats el 31 de gener de 2021 als 30è Premis de Música de Seül. El 18 d'agost de 2021, JYP Entertainment va anunciar que Jeongyeon faria una segona pausa a causa d'un trastorn de pànic i ansietat. Va reprendre les activitats com a membre del grup el febrer de 2022, començant amb l'etapa nord-americana del Twice 4th World Tour "III". Aquell mateix any, Jeongyeon i la resta de membres van renovar els seus contractes amb JYP Entertainment.
L'1 de novembre de 2023, Jeongyeon va publicar una versió d'“O Christmas Tree” com a part de la llista de reproducció Carols Covered d'⁣Apple Music.

## Discografia
| Títol                  | Any  | Àlbum  |
| ---------------------- | ---- | ------ |
| " Oh, Christmas Tree " | 2023 | single |

### Col·laboracions
| Títol | Any  | Àlbum  |
| --- | ---- | ------ |
| "Encore" (with Yubin, Yeeun, Hyerim, Min, Nichkhun, Junho, Mark, Jackson, Yugyeom, Nayeon, Momo and Mina as JYP Nation) | 2016 | single |

### Aparicions a bandes sonores
| Títol                                           | Any  | Àlbum                                   |
| ----------------------------------------------- | ---- | --------------------------------------- |
| "Like a Star" ( 별처럼 ) (with Gong Seung-yeon) | 2018 | Banda sonora de la meva classe de somni |
| "Takedown" (with Jihyo and Chaeyoung)           | 2025 | Banda sonora de K-pop Demon Hunters     |

### Crèdits de composició de cançons
Tots els crèdits de les cançons estan adaptats de la base de dades de l' Associació Coreana de Drets d'Autor de Música, tret que s'indiqui el contrari.
| Títol              | Any  | Artista | Àlbum         | Notes           |
| ------------------ | ---- | ------- | ------------- | --------------- |
| "Love Line"        | 2017 | Twice   | Twicetagram   | Com a lletrista |
| "Sweet Talker"     | 2018 | Twice   | What is Love? | Com a lletrista |
| "LaLaLa"           | 2018 | Twice   | Yes or Yes    | Com a lletrista |
| 21:29              | 2019 | Twice   | Feel Special  | Com a lletrista |
| "Sweet Summer Day" | 2020 | Twice   | More & More   | Com a lletrista |
| " Celebrate "      | 2022 | Twice   | Celebrate     | Com a lletrista |
| "Bloom"            | 2024 | Twice   | With You-th   | Com a lletrista |

## Filmografia

### Programes de televisió
| Any       | Títol                              | Rol          | Notes                              | Ref.   |
| --------- | ---------------------------------- | ------------ | ---------------------------------- | ------ |
| 2015      | Sixteen                            | concursant   |                                    | [ 7 ]  |
| 2016      | Projecte Muscle Queen              | concursant   |                                    | [ 32 ] |
| 2016      | Law of the Jungle in New Caledonia | Ella mateixa |                                    | [ 33 ] |
| 2016–2017 | Inkigayo                           | Coamfitriona | Amb Gong Seung-yeon i Kim Min-seok | [ 34 ] |

### Programes web
| Any          | Títol                 | Rol      | Notes                             | Ref.   |
| ------------ | --------------------- | -------- | --------------------------------- | ------ |
| 2024–present | Gambyeolsa ( 감별사 ) | Amfitrió | Programa d'entrevistes de YouTube | [ 35 ] |

## Premis i nominacions
| cerimònia de lliurament de premis | Any  | Categoria                 | Candidat/da / Treball                     | Resultat   | Ref.   |
| --------------------------------- | ---- | ------------------------- | ----------------------------------------- | ---------- | ------ |
| Premis d'Entreteniment SBS        | 2016 | Premi a la Novetat (Dona) | Jeongyeon (with Gong Seung-yeon) Inkigayo | Guanyadora | [ 11 ] |